# Fernando E. Priego
General Fernando E. Priego fue un militar mexicano con idealismo villista que participó en la Revolución mexicana. Nació en Tabasco, el 31 de mayo de 1887. Se unió al Ejército Mexicano, en el que alcanzó el grado de teniente coronel, al tiempo que hacía la carrera de médico cirujano. Sin embargo, luchó contra las fuerzas huertistas, uniéndose al general Felipe Ángeles como jefe de su servicio sanitario; en la División del Norte obtuvo el grado del general brigadier. En 1915 se amnistió al general carrancista Ángel Flores, nombrándosele jefe del servicio sanitario de las fuerzas del general Antonio Norzagaray. De 1916 a 1925 fue delegado sanitario en Nogales, y su presidente municipal de 1925 a 1927. En 1920 apoyó a Álvaro Obregón, y en 1924 a Plutarco Elías Calles, contra Venustiano Carranza y Adolfo de la Huerta y Ángel Flores, respectivamente. Después fue jefe del Servicio Médico de la Secretaría de Comunicaciones. 